# The Land of Dreams
The Land of Dreams è un film del 2022 diretto da Nicola Abbatangelo, al suo esordio cinematografico.

## Trama
1918. Due fratelli sono al fronte, in trincea. Armie si allontana vedendo una donna suonare un pianoforte ma è solo un'illusione quindi il fratello lo va a recuperare quando una bomba esplode accanto.
1925. In un locale mondano di Manhattan a New York si canta e si balla la bellezza della Grande Mela mentre una triste lavapiatti, Eva, si arrende al suo destino misero. Finito il lavoro chiede un anticipo sulla paga che gli viene negato - per cui, mentre torna a casa, ruba un portafoglio pieno di soldi e. scoperta, deve fuggire. Per nascondersi, entra in una vecchia dimora dove, seduta ad un pianoforte, vive una sorta di sogno, su una nave, in cui indossa abiti eleganti. Tornata nella realtà, si trova davanti Armie, che possiede il dono di fare vivere i sogni delle persone. Al rientro in casa, Eva dice al suo povero padre disoccupato di aver ottenuto l'anticipo sulla paga e promette di comprargli una bella bistecca. Se non che, recatasi in macelleria per acquistarla, scopre che questa è di proprietà dell'uomo a cui la sera prima ha rubato il portafoglio: il viscido italiano Clemente Proietti, candidato sindaco, che folgorato dalla giovane donna, le regala un po' di carne perdonandola in cambio di un invito a cena: la bontà e l'ingenuità della ragazza sono perfetti per la sua candidatura in quanto mostrandosi accanto a lui come moglie migliorerebbe la sua immagine al pubblico.
Eva non si presenta all'invito a cena e, il giorno dopo, il suo datore di lavoro viene informato del furto e la licenzia. Mentre viene confortata dai due cari amici camerieri si presenta Armie (uscito per la prima volta di casa) e la convince a tirare fuori il bello che c'è in lei e a realizzare il suo sogno di cantare. Lei accetta a patto che domani si esibisca con lei, come pianista, nel locale dove lei lavorava: e lui accetta. 
In un flash back si torna alla scena di guerra di pochi anni prima e si vede il fratello morire in seguito all'esplosione. Tuttavia nel presente, nella casa abbandonata, lo si vede sempre (non più vedente) accanto al fratello Armie. Il giorno dell'esibizione, però, questi non si presenta e rimasta Eva, lei prova comunque a suonare ma senza successo, così delusa fugge. Quando raggiunge Armie domandandogli il perché della sua assenza questi risponde che non possono più vedersi in quanto deve badare al fratello. La donna rivela i suoi sentimenti ma lui non la ricambia. 
In preda alla rabbia ed al dolore Eva dà sfogo alle sue emozioni tornando al locale con una nuova esibizione di canto e pianoforte, stavolta di grande successo. Il candidato sindaco la vede e le promette di farla diventare una stella a patto che lei si presenti sempre al suo fianco come moglie. 
I mesi passano ed il patto viene rispettato nonostante il padre di Eva non le parli più in quanto il candidato sindaco è visto come profittatore pericoloso.
Ad una serata di gala i vecchi amici camerieri della ormai famosa Eva Scagnetti organizzano un incontro segreto in giardino con Armie, il quale rivela alla cantante che si era chiuso nell'illusione del ricordo del fratello, in realtà morto nell'esplosione al fronte, e che ora lo ha lasciato andare, pronto a stare con lei. Quando Proietti li scopre trascina con sé Eva che ora non vuole più sopportare la situazione così Armie usa le sue doti per confondere Clemente Proietti nei suoi stessi sogni, e quando questo stufo le punta una pistola contro si scoprono in realtà essere sul palco davanti ad un grande pubblico. Imbarazzato viene arrestato da quello che si fingeva suo autista, in realtà polizia in borghese sulle sue tracce da un anno.
Armie ed Eva sono finalmente liberi di esibirsi ed amarsi.

## Produzione
The Land of Dreams è stato prodotto da Lotus Production, Rai Cinema e 3 Marys Entertainment con un budget di 6 milioni di euro.
Le riprese (effettuate in lingua inglese) sono durate per 7 settimane tra ottobre e dicembre 2019, e sono state eseguite interamente negli studi Nu Boyana Film Studios a di Sofia, in Bulgaria.

## Promozione
Il film è stato presentato in anteprima alla 17ª edizione della Festa del Cinema di Roma nella sezione Alice nella città.
Il trailer ufficiale è stato diffuso online il 5 ottobre 2022.

## Distribuzione
Il film è stato distribuito nelle sale cinematografiche italiane da 01 Distribution il 10 novembre 2022.